# Android Eclair
Android Eclair是由Google开发的第五代Android移动操作系统，版本号2.0-2.1，于2009年10月26日发布，它基于上一代版本Android Donut开发。

## 功能

### 用户体验
Android Eclair的默认主屏幕的顶端会显示一个Google搜索栏。相机应用经过重新设计后增加了新的功能，包括闪光灯、数字变焦、场景模式、白平衡、色彩效果和微距对焦。相册应用则包含了基本的图片编辑工具。该版本的Android还可设置动态壁纸，允许主屏幕背景显示动画，并首次引用了语音转文字功能。

### 平台
Android Eclair继承了上一代Donut版本中新增的平台，包括搜索所有已经保持的SMS和MMS消息的功能，改进的Google Map 3.1.2以及对Email应用程序的Exchange支持。操作系统还提供了改进的虚拟键盘，新的日历和虚拟专用网络API。对于网络浏览，Android Eclair增加了对HTML5的支持。新的浏览器UI支持书签缩略图和双击缩放功能。